# Bókoló gyöngyvirágoskörtike
A bókoló gyöngyvirágoskörtike (Orthilia secunda) a hangafélék családjába tartozó, Magyarországon védett növényfaj.

## Megjelenése
A bókoló gyöngyvirágoskörtike 10-20 cm magas, lágyszárú, évelő növény. Örökzöld levelei laza, szabálytalan tőrózsát alkotnak. A levelek tojásdadok, kissé hegyesek, felszínük sima és némileg fényes, élük nagyon finoman fogazott vagy sima. A levélnyél kb. 2 cm-es. 
Virágzata egyoldalas, lefelé irányuló, 3-25 virágból álló fürt. A virágzat szára sima, zöld vagy vöröses színű. A kb. 1 cm-es, ötszirmú virágok fehérek vagy zöldesfehérek, harang alakúak, a krémszínű porzók és a hosszú, zöld bibe kilógnak belőlük.   
Termése kissé lapított, többosztatú, 3-5 mm-es toktermés; a hosszú bibeszár még megszáradt állapotban is rajta marad. 

## Elterjedése, életmódja
Eurázsia és Észak-Amerika mérsékelt övi és hidegebb tájain honos. Magyarországon ritka. 
Savanyú talajú erdőkben, fenyvesekben, bükkösökben, mocsarakban, tőzeglápokon él. 
Júniustól augusztus elejéig virágzik, augusztus-szeptemberben érleli termését. Rovarok (pl. poszméhek) porozzák be virágait, de gyakori az önbeporzás is. 
Magyarországon védett, természetvédelmi értéke 5 000 Ft.

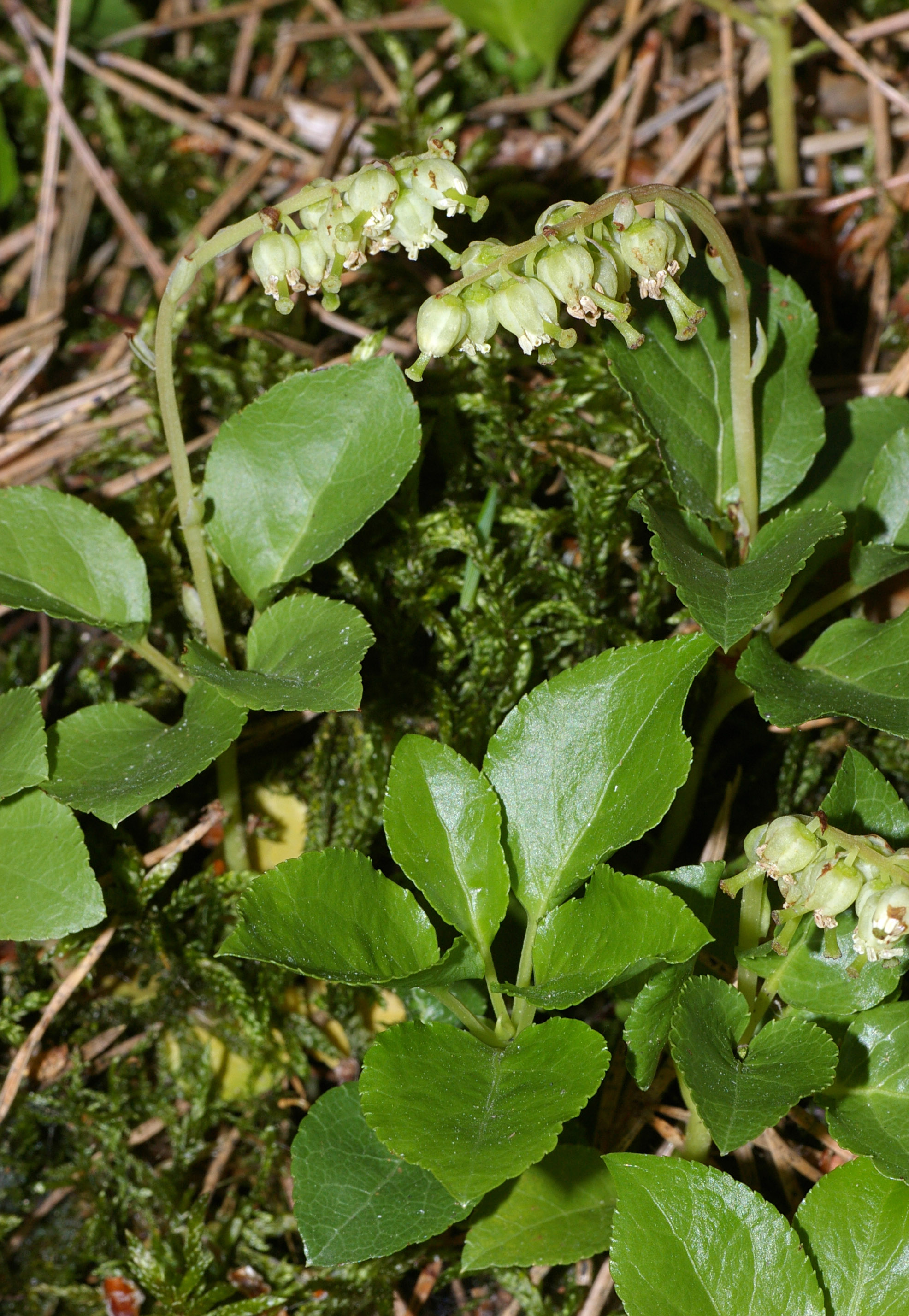
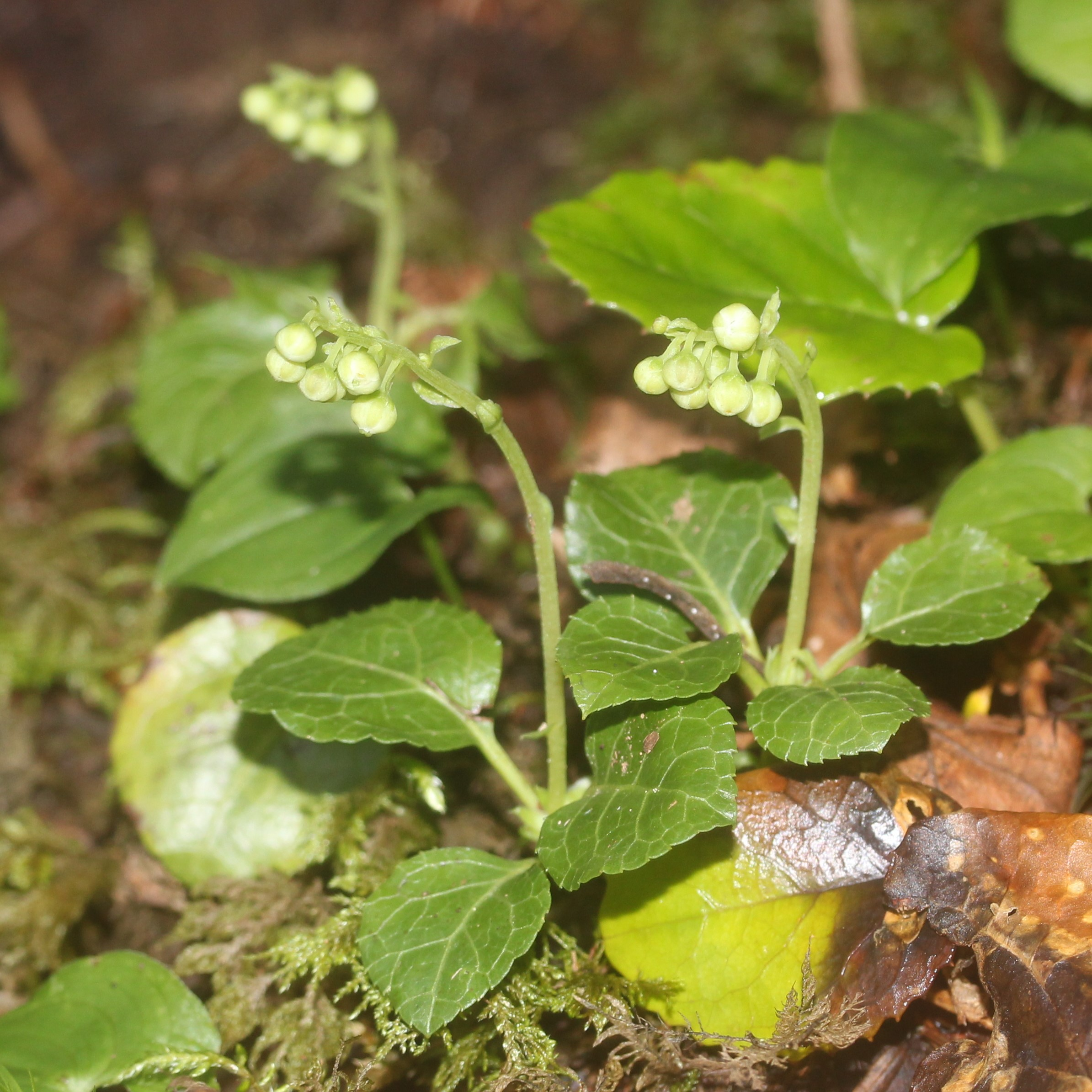
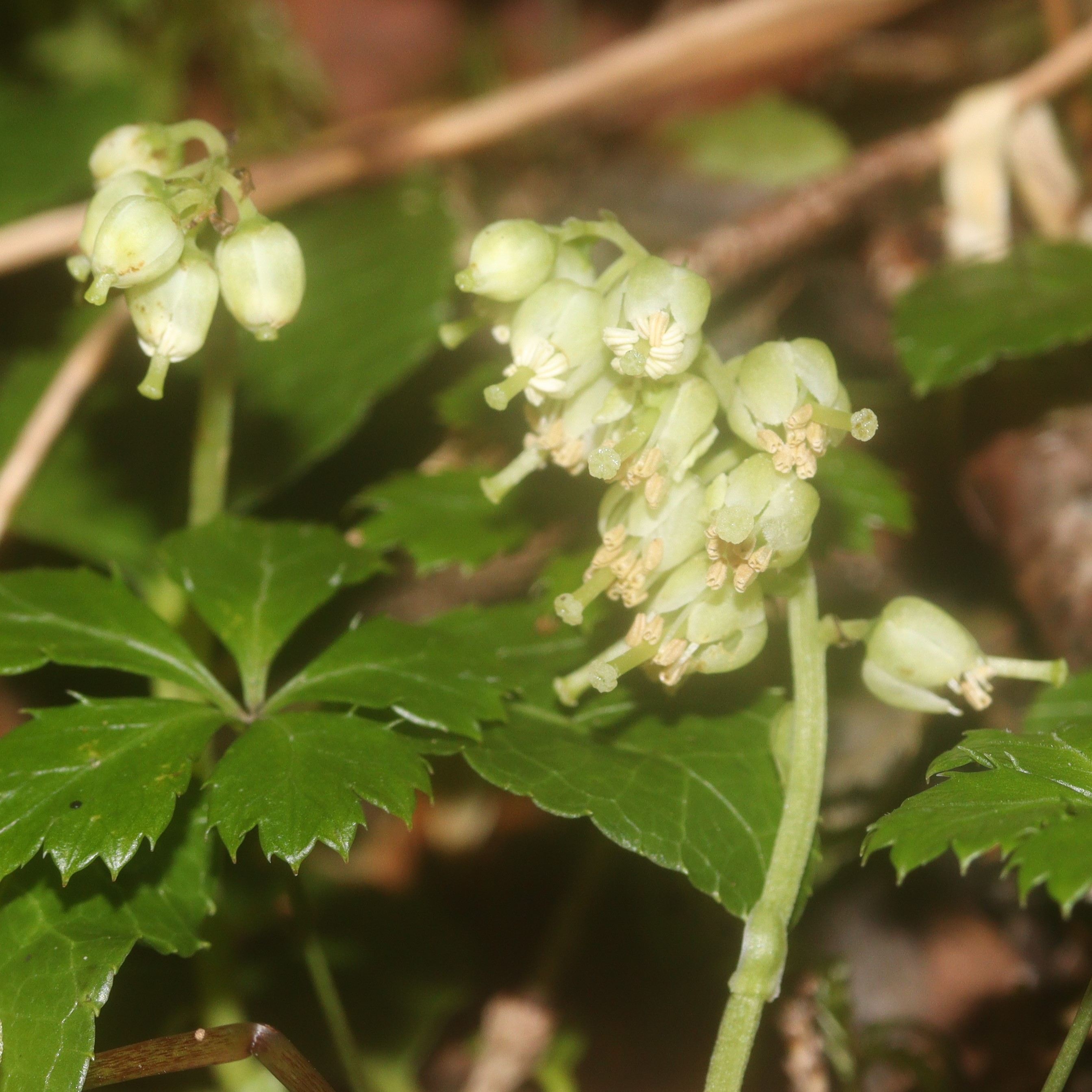
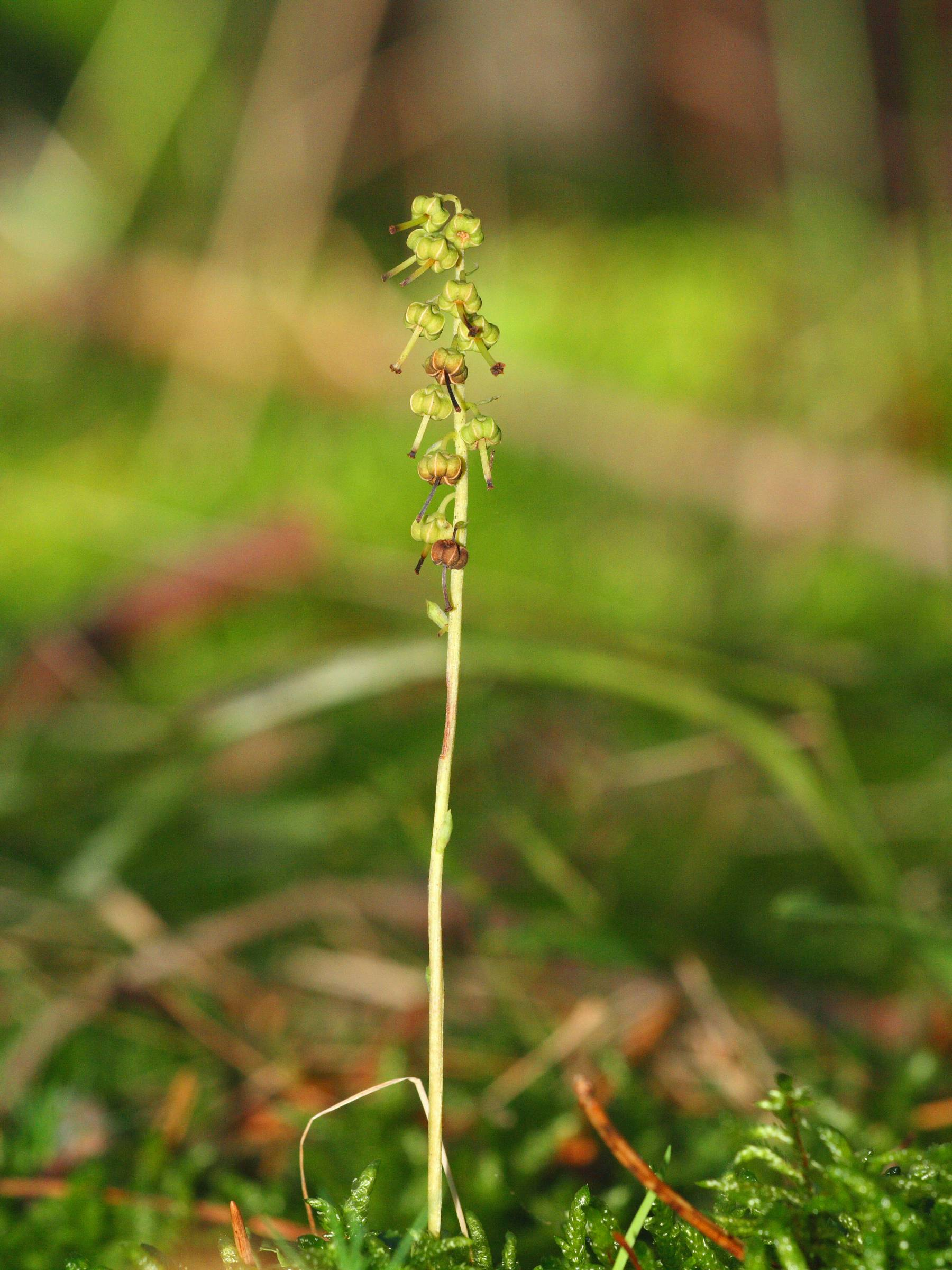
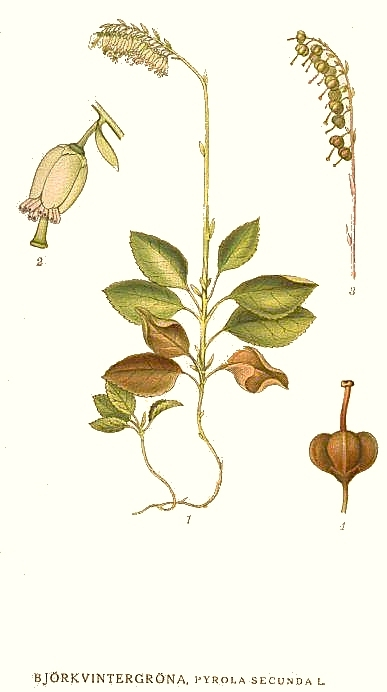